# АЕ (самолёт)
АЕ — проект самолёта связи, разработанный КБ Антонов в октябре 1954 года.
Был построен макет фюзеляжа, но дальнейшего развития проект не получил.
Проект разрабатывался для нужд связи по тактико-техническим требованиям (ТТТ) ВВС СССР и техническим условиям (ТУ) ГВФ СССР.
Основное назначение — самолёт связи между штабами воинских соединений, а также как санитарный для срочной эвакуации раненых.
Предполагалось исполнение в грузовом, сельскохозяйственном и пассажирском вариантах. Кроме того, разрабатывалась модификация А-6 для массового развития воздушного спорта и в качестве учебного самолёта для подготовки лётчиков в аэроклубах ДОСААФ — с двойным управлением, комплектом приборов и радиосредств для «слепого» полёта и в сложных метеоусловиях.
Вместимость кроме одного лётчика в зависимости от варианта: три пассажира / двое лежачих раненных / 300 кг груза / сельхозбак.
В военном варианте предполагалась установка 12,7-мм пулемёта на шкворневой установке и оборудованное место для бортстрелка.

## Конструкция
Самолет представляет собой низкоплан с трехопорным убирающимся шасси высокой проходимости. Предусматривалась установка самолета на лыжи или поплавки.
Силовая установка - поршневой двигатель АИ-14Р2 мощностью 260 л.с.

## Технические и взлётно-посадочные характеристики
Планировалось оснастить самолёт одним поршневым двигателем конструкции АИ-14Р2 мощностью 260 л. с.
По расчётам взлётная масса — 1575 кг, крейсерская скорость — 195 кг/ч, практический потолок — 5000 м, дальность полёта при полной нагрузке — 550 км.
Особенностью проекта «АЕ» являются его расчётные высокие взлётно-посадочные характеристики (ВПХ): длина пробега и разбега — 40…45 м, скороподъёмность у земли — 4…5 м/с), что в сочетании со специальным шасси высокой проходимости (также предусматривалась установка самолёта на лыжи или поплавки) позволяло бы ему взлетать и садиться на небольших неподготовленных площадках (50x50 м).

## Планируемая модификация
А-6 — проект модификации самолёта связи АЕ.
В 1950-х проектировался с назначением как тренировочный или спортивный самолёт на базе «АЕ». Предполагался для массового развития авиаспорта и подготовки лётчиков в аэроклубах ДОСААФ. По задумке мог эксплуатироваться на пересечённой местности и взлетать с ограниченных неподготовленных площадок небольших аэроклубных аэродромов и планеродромов.
Самолёт предполагал двойное управление, снабжение полным комплектом приборов и радиосредств для «слепого» полёта и в сложных метеоусловиях, что позволяло бы использовать его в качестве учебного самолёта, также для буксировки спортивных планёров и десантирования трёх парашютистов. Проект так и не был реализован.
Однако известны отечественные и зарубежные аналоги данной модификации:
- АНТ-1
- Су-26
- Як-52
- Bristol Babe[англ.]
- Extra EA-300

Известен также другой самолёт с общевойсковым индексом A-6 — Grumman A-6 Intruder.